# Explorer 21
Explorer 21 (również: Interplanetary Monitoring Platform IMP-B) – amerykański satelita programu Explorer, drugi z serii Interplanetary Monitoring Platform. Wykonywał badania przestrzeni międzyplanetarnej, plazmy, promieni kosmicznych, pól magnetycznych i cząstek energetycznych w polach magnetycznych.

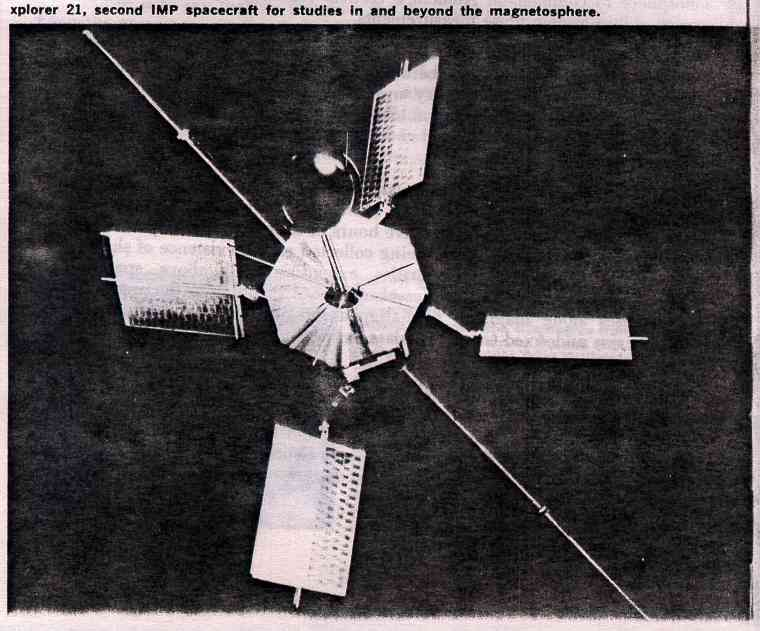
Explorer 21 na orbicie Ziemi - wizualizacja

Zbudowany przez Centrum Lotów Kosmicznych imienia Roberta H. Goddarda. Zasilany akumulatorami chemicznymi i bateriami słonecznymi.
Początkowe parametry lotu statku: apogeum – 94 288, o godzinie 12:00 czasu lokalnego, prędkość obrotowa 14,6 obr./min, kierunek osi obrotu na sferze niebieskiej: 41,4° rektascensji, -47,4° deklinacji. 
Normalna sekwencja telemetrii trwała 81,9 s i składała się z 796 bitów danych. Co trzecią sekwencję nadawana była sekwencja danych analogowych z magnetometru, trwająca również 81,9 sekund.
Statek miał prędkość obrotową niższą od planowanej. Niespełnione zostały też założenia dotyczące orbity (osiągnięte apogeum orbity było ponad dwukrotnie mniejsze niż planowano), co wpłynęło na użyteczność zebranych danych. Statek pracował normalnie przesyłając dane przez pierwsze cztery i szósty miesiąc misji. W pozostałym czasie transmisje danych były sporadyczne. Ostatnia transmisja miała miejsce 13 października 1965.
Statek spłonął przy ponownym wejściu w atmosferę ziemską w styczniu 1966.

## Ładunek
- Próbnik elektrostatyczny
- Magnetometr transduktorowy (typu fluxgate), na parach rubidu
- Eksperyment badania energii i zasięgu promieni kosmicznych
- Detektor promieni kosmicznych
- Komora jonizacyjna i liczniki Geigera-Mullera
- Detektor protonów wiatru słonecznego
- Klatka Faradaya